# Arnold Gesell
Arnold Lucius Gesell (21 de junio de 1880-21 de mayo de 1961) fue un psicólogo y pediatra estadounidense especializado en el desarrollo infantil. Su trabajo relacionado con el establecimiento de unas pautas de conducta infantil a lo largo del desarrollo, está considerado como uno de los más influyentes en la puericultura de los años 40 y 50.
Creó la prueba de gesell que nos permite evaluar el desarrollo a través de conductas que realiza el niño, ubicada en los primeros 5 años de vida ya que son prominentes para el desarrollo.

## Biografía
Gesell nació en Alma, Wisconsin. Hijo de un fotógrafo y una profesora, ambos interesados en el campo de la educación. El hecho de poder contemplar el crecimiento y el aprendizaje de sus hermanos pequeños le llevó a interesarse por el desarrollo infantil. Planeando convertirse en profesor, tras graduarse en el instituto en el año 1896 ingresó en la Stevens Point Normal School. Aquí asistió a un curso impartido por el científico de la Universidad Clark, que inculcó en él el interés por la psicología.
Trabajó brevemente como profesor de enseñanza secundaria, pero pronto se trasladó a la Universidad de Winconsin, en Madison, donde asistió a cursos de historia impartidos por Frederick Jackson Turner, y a cursos de psicología impartidos por Joseph Jastrow, que inauguró el laboratorio de psicología de la Universidad de Wisconsin. Gesell se graduó en filosofía por esta misma universidad en el año 1903. Trabajó como profesor y director de enseñanza secundaria antes de continuar su formación en la Universidad Clark, uno de los centros líderes en el campo de la psicología. La orientación académica de esta Universidad estaba marcadamente influenciada por su presidente, G. Stanley Hall, fundador del movimiento del estudio infantil. Gesell recibió su doctorado en Filosofía por la Universidad de Clark en el año 1906. Trabajó en varios centros educativos de las ciudades de Nueva York y Wisconsin hasta que Lewis Terman le ayudara a conseguir una cátedra en el centro educativo Los Ángeles Normal School. Allí conoció a Beatrice Chandler, una brillante profesora con la que contrajo matrimonio, y con la que tendría una hija y un hijo. Tras trabajar en escuelas para personas con discapacidades mentales, como la Escuela de Formación de Vineland para chicos y chicas débiles mentales (Vineland Training School for Feeble-Minded Girls and Boys) en Nueva Jersey (que había sido creada por Henry Herbert Goddard), desarrolló un interés en el estudio de niños con discapacidades.
Con la intención de convertirse en médico, desarrolló estudios en la Facultad de Medicina de la Universidad de Wisconsin. Más adelante ejerció como profesor asistente en la Universidad de Yale mientras completaba sus estudios de medicina. Allí fundó una Clínica de Desarrollo Infantil y completó su doctorado en medicina en el año 1915, tras lo que consiguió una cátedra como profesor en esta misma Universidad. También trabajó como psicólogo escolar para la Junta de Educación del estado de Conneticut, donde ayudó a desarrollar un programa de clases de apoyo para niños con discapacidades. Escribió algunos libros, como The Preschool Child from the Standpoint of Public Hygiene and Education en 1923, The Mental Growth of the Preschool Child en 1925 (también publicado como película), y An Atlas of Infant Behavior (una recopilación de los hitos más importantes alcanzados durante cada etapa del desarrollo) en 1934. Fue coautor, junto a Frances Ilg, de dos guías educativas: Infant and Child in the Culture of Today en 1943, y The Child from Five to Ten en 1946.
Gesell hizo uso de las últimas tecnologías disponibles en sus investigaciones, utilizando los últimos avances en vídeo y fotografía. También hizo uso de espejos unidireccionales para la observación del comportamiento infantil, e incluso desarrolló la llamada Cámara de Observación, conocida en los medios científicos como Cámara de Gesell, la cual consiste en dos habitaciones con una pared divisoria, en la que un espejo unidireccional de gran tamaño permite ver lo que ocurre en una de ellas desde la otra, pero no al revés. De esta forma, el comportamiento de los niños podía ser observado sin ejercer ninguna influencia derivada del propio efecto de la observación (efecto de reactividad). Durante sus investigaciones, realizó estudios con muchos niños, entre los que se incluyó Kamala, un caso de niña salvaje criada por lobos en la región de Calcuta. También realizó estudios con animales jóvenes, incluyendo monos.
Como psicólogo, Gesell comprendió la gran importancia de cada uno de los componentes del binomio Herencia - Ambiente en la polémica innatismo/aprendizaje. Hizo hincapié en la importancia de no realizar atribuciones apresuradas al respecto de las causas específicas de las discapacidades mentales. Opinaba que muchos aspectos de la conducta humana, como la lateralidad y el temperamento, eran heredables. También se mostró partidario de la implantación de un sistema nacional de guarderías.